# Gerhard Carl Schmidt
Pour les articles homonymes, voir Schmidt.
Gerhard Carl Schmidt (né le 5 juillet 1865 à Londres de parents allemands et mort le 16 octobre 1949 d'une crise cardiaque à Münster) est un chimiste allemand.

## Biographie
Il étudie la chimie et obtient son doctorat en philosophie pour son travail avec Georg Wilhelm August Kahlbaum en 1890. En 1898, deux mois avant Marie Curie, il découvre que le thorium est radioactif,.

## Source de la traduction
- (en) Cet article est partiellement ou en totalité issu de l’article de Wikipédia en anglais intitulé « Gerhard Carl Schmidt » (voir la liste des auteurs).